# Giacomo Mura
Giacomo Mura (all'anagrafe Carlo Mura) (Sampierdarena, 22 ottobre 1898 – Genova, 4 maggio 1956) è stato un calciatore italiano, di ruolo attaccante.
Il padre, originario di Volongo, si chiamava Giacomo e morì il 10 novembre 1919.

## Carriera
Con la Sampierdarenese disputa complessivamente in massima serie oltre 101 gare segnando 20 reti a partire dalla stagione 1920-1921 fino alla stagione 1926-1927.
Mura realizza di testa la rete con la quale porta in vantaggio la Sampierdarenese nella partita di spareggio, disputata a Cremona, per l'assegnazione del titolo di Campione d'Italia FIGC (28 maggio 1922) contro la Novese, poi vinta dai piemontesi ai supplementari.
Dopo la fusione con l'Andrea Doria, gioca altre 4 partite con la Dominante nel campionato 1928-1929.

## Curiosità
Alla vedova Caterina (1906-1981), storica tifosa blucerchiata, venne dedicato il Sampdoria Club di Sampierdarena.